# Kaoh Sdach
Kaoh Sdach es una comuna (khum) del distrito de Kirí Sakor, en la provincia de Koh Kong, Camboya. En marzo de 2008 tenía una población estimada de 4827 habitantes.
Se encuentra ubicada al suroeste del país, en la zona de los montes Cardamomo y cerca de la costa del golfo de Tailandia.